# أل سيما
أل سيما (بالإنجليزية: Al Sima) هو لاعب كرة قاعدة أمريكي، ولد في 7 أكتوبر 1921 في Mahwah, New Jersey ‏ في الولايات المتحدة، وتوفي في 17 أغسطس 1993 في سوفرن في الولايات المتحدة.

## وصلات خارجية
- أل سيما على موقعبيزبول رفرنس.كوم (الدوري الرئيسي) (الإنجليزية)
- أل سيما على موقعبيزبول رفرنس.كوم (الدوري الثانوي) (الإنجليزية)